# Jeff Hunt
 (septembre 2019).
Jeff Hunt (né le 13 février 1952 à Winnipeg dans la province du Manitoba au Canada) est un joueur hockey sur glace. Il évolue au poste d'ailier gauche.

## Carrière
Il commence sa carrière en 1968 en jouant pour les Canadians de St. James, équipe évoluant dans la Ligue de hockey junior du Manitoba (LHJM).
Après une saison, les Jets de Winnipeg l'intègre à leur équipe, dans la Ligue de hockey de l'Ouest (LHOu), où il va briller pendant trois saisons.
Lors du Repêchage de la Ligue nationale de hockey de 1972, il est choisi en 7e ronde, à la 111e position par les Rangers de New-York.
Lors de la saison 1972-1973, il évolue dans l’équipe des Hornets de Toledo en Ligue internationale de hockey (LIH), avant de rejoindre la Ligue américaine de hockey (LAH) et l’équipe des Americans de Rochester.
En 1973-1974, il va jouer pour deux formations : les Reds de Providence en LAH et les Six-Guns d'Albuquerque en Ligue centrale de hockey (LCH). Il se retire du hockey professionnel au terme de cette saison.

## Statistiques
| Saison    | Équipe                 | Ligue |    | Saison régulière | Saison régulière | Saison régulière | Saison régulière | Saison régulière |   | Séries éliminatoires | Séries éliminatoires | Séries éliminatoires | Séries éliminatoires | Séries éliminatoires |
| Saison    | Équipe                 | Ligue | PJ | B                | A                | Pts              | Pun              | PJ               | B | A                    | Pts                  | Pun                  |                      |                      |
| 1968-1969 | Canadians de St. James | LHJM  |    |                  |                  |                  |                  |                  |   |                      |                      |                      |                      |                      |
| 1969-1970 | Jets de Winnipeg       | LHOu  | 21 | 2                | 2                | 4                | 33               |                  |   |                      |                      |                      |                      |                      |
| 1970-1971 | Jets de Winnipeg       | LHOu  | 62 | 32               | 32               | 64               | 47               |                  |   |                      |                      |                      |                      |                      |
| 1971-1972 | Jets de Winnipeg       | LHOu  | 63 | 33               | 30               | 63               | 93               |                  |   |                      |                      |                      |                      |                      |
| 1972-1973 | Hornets de Toledo      | LIH   | 37 | 20               | 18               | 38               | 20               |                  |   |                      |                      |                      |                      |                      |
| 1972-1973 | Americans de Rochester | LAH   | 34 | 8                | 10               | 18               | 16               | 4                | 0 | 0                    | 0                    | 2                    |                      |                      |
| 1973-1974 | Reds de Providence     | LAH   | 44 | 5                | 10               | 15               | 16               |                  |   |                      |                      |                      |                      |                      |
| 1973-1974 | Six-Guns d'Albuquerque | LCH   | 9  | 1                | 5                | 6                | 2                |                  |   |                      |                      |                      |                      |                      |